# Bacbotricula
Bacbotricula is een geslacht van uitgestorven weekdieren uit de klasse van de Gastropoda (slakken).

## Soort
- Bacbotricula dongbangensis Neubauer & Schneider, 2012 †
- Bacbotricula nhamaygachensis Neubauer & Schneider, 2012 †